# Řád národních umělců Filipín
Řád Národních umělců Filipín (filipínsky: Orden ng mga Pambansang Alagad ng Sining ng Pilipinas) je filipínské vyznamenání. Nové členy do řádu jmenuje prezident Filipín. Členy řádu se mohou stát občané Filipín, kteří významně přispěli k rozvoji filipínského umění. Členové řádu jsou obecně označováni jako národní umělci. Původně bylo toto vyznamenání založeno pouze jako cena, ale v roce 2003 bylo povýšeno na řád.
Řád spravuje Kulturní centrum Filipín na základě prohlášení prezidenta Ferdinanda Marcose č. 1001 ze dne 2. dubna 1972 a Národní komise pro kulturu a umění. První ocenění bylo uděleno in memoriam filipínskému malíři Fernandu Amorsolu.

## Pravidla udílení

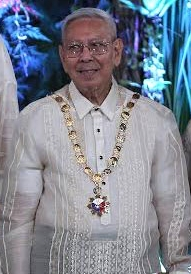
Ramon Santos řetězem Řádu národního umělce Filipín, 2016

Řád národních umělců Filipín mohou získat jednotlivci, kteří udělali mnoho pro svůj umělecký obor. Pro udělení vyznamenání musí být dotyčný člověk nominován jak Kulturním centrem, tak Národní komisí pro kulturu a umění. Takoví lidé jsou pak na základě prezidentského prohlášení titulováni jako národní umělci (filipínsky: Gawad Pambansang Alagad ng Sining) a jsou uvedeni do řádu.
Pro zařazení jedince do nominace na vyznamenání existuje široká škála kritérií. Pokud jde o žijící umělce, je nutné aby byli filipínskými občany alespoň deset let před jejich nominací na vyznamenání. Pokud jde o zemřelé umělce po roce 1972, tedy po datu založení tohoto vyznamenání, je nutné, aby v době své smrti byli občany Filipín. Vyznamenávání jsou takoví umělci, kteří pomohli vybudovat filipínský smysl pro národní cítění prostřednictvím obsahu a formy svých děl, nebo kteří se vyznamenali jako průkopníci ve způsobu kreativního vyjádření nebo stylu, čímž ovlivnili následující generaci umělců, nebo kteří vytvořili významnou skupinu děl a/nebo trvale projevovali dokonalost své umělecké formy, čímž obohatili daný umělecký styl. Může jít i o umělce, kteří se těší všeobecnému uznání prostřednictvím jiného národního a/nebo mezinárodního ocenění, ocenění na národních a/nebo mezinárodních akcích, uznání jejich práce uměleckými kritiky a/nebo o ukázání respektu a úcty ze strany jejich kolegů v rámci dané umělecké disciplíny.

### Benefity
Ti, kteří získali hodnost a titul národního umělce (v tomto případě se nejedná přímo o udělení řádu, ale o jejich prohlášení národním umělcem prezidentem Filipín), mohou nosit řádový řetěz. Náleží jim také doživotní materiální a fyzické výhody srovnatelné s těmi, které dostávají nejvyšší důstojníci země. Patří mezi ně peněžní odměna ve výši sto tisíc filipínských pesos v případě žijícího umělce nebo 75 tisíc filipínských pesos pro dědice již zesnulého umělce. Dále jim náleží doživotní měsíční důchod, zdravotnické a nemocniční benefity, je jim placeno životní pojištění. Po smrti mají právo na státní pohřeb.

## Kategorie
Mezi kategorie, podle kterých mohli být umělci uznáni za vhodné na udělení vyznamenání, patřily:
- hudba – zpěv, kompozice, režie a/nebo výkon
- tanec – choreografie, režie a/nebo performance
- divadlo – režie, performance a/nebo scénografie
- současné umění – malba, sochařství, grafika, fotografie, instalační umění, smíšená média, ilustrace, performance a/nebo vizuální zobrazení
- literatura – poezie, beletrie, eseje, psaní divadelních her, publicistika a/nebo literární kritika
- film a vysílání – režie, psaní, produkční design, kinematografie, střih, práce s kamerou a/nebo performance
- architektura, design a příbuzná umění – architektonický design, interiérový design, průmyslově-umělecký design, krajinná architektura a móda

Když Národní komise pro kulturu a umění navrhla na vyznamenáni Ramóna Valeru, vytvořila tak kategorii pro módní design, ale začlenila ji pod kategorii "architektura, design a příbuzná umění". Prezident Fidel V. Ramos výkonným nařízením vytvořil kategorii Národní umělec pro historickou literaturu před tím, než toto vyznamenání udělil Carlosu Quirinovi.

## Kontroverzní prohlášení národních umělců v roce 2009
V srpnu 2009 po prohlášení sedmi nových národních umělců prezidentkou Gloriou Macapagal-Arroyovou vyšlo najevo, že ze seznamu nominovaných byl v květnu téhož roku vyškrtnut hudebník Ramon Santos. Navíc byli nominováni čtyři další umělci, Cecile Guidote-Alvarez (divadlo), Carlo J. Caparas (vizuální umění a film), Francisco Mañosa (architektura) a Pitoy Moreno (návrhářství), díky "výsadě prezidentky" na jejich nominaci. Toto vyvolalo ve společnosti kontroverzi.
Členové filipínské umělecké komunity, včetně řady žijících členů tohoto řádu, protestovali proti tomu, že tímto prohlášením byl titul národního umělce zpolitizován a stal se "způsobem", jak prezidentka ocenila svoje podporovatele. Zvlášť hlasité protesty byly proti nominaci Guidote-Alvarez, která byla zároveň výkonnou ředitelkou Národní komise pro kulturu a umění, protože se tak mělo jednat o porušení protokolu a také proti nominaci Caparase kvůli tomu, že nebyl dostatečně kvalifikovaný, aby toto ocenění získal. Spor se dostal až k Nejvyššímu soudu Filipín, který 16. července 2013 rozhodl o zrušení těchto těchto čtyř vyznamenání.
Dne 20. června 2014, tedy pět let poté, co byl původně zařazen do užšího výběru, byl Ramon Santos prezidentem Benignem Aquinou prohlášen národním umělcem.